# Kolozsvár villamosvonal-hálózata
Kolozsvár villamosvonal-hálózata a romániai város villamosvonalainak összessége. A hálózat üzemeltetője az 1991-ben megalapított RATUC (2014-től CTP), amely 3 villamosvonalon (100, 101, 102) biztosítja a közlekedést. Az 1987-ben átadott villamosvonalak a Monostori lakónegyedet kötik össze a vasútállomással illetve a város északkeleti részén fekvő ipari negyeddel.

## Története
A kolozsvári villamoshálózat több mint egy évszázados múltra tekint vissza, ám az első vonal elindítása óta eltelt 120 évből mindössze 35-ben közlekedett. Először 1893-tól 1902-ig, majd 1987-től napjainkig.

### A gőzvasút

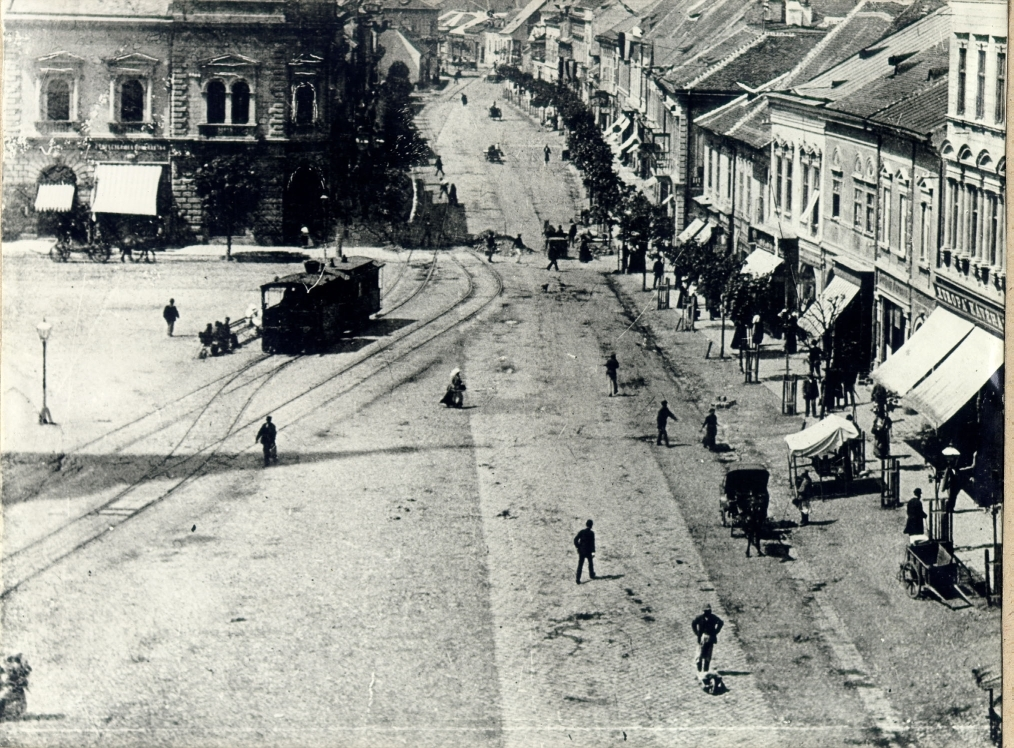
Közlekedés a Fő téren 1902-ben. Jól kivehetőek a gőzvasút sínpárjai

Kolozsvár első gőzvasútja, az „ájváj” Horovitz Sámuel vállalkozásaként, a város tömegközlekedését hivatott megoldani. Elsődleges feladata a vasútállomás és a belváros közötti kapcsolat megteremtése volt. 1889-ben kezdték el tervezni, amikor megépült az új Szamos-híd a Nagy utca (ma Horea) és a belváros között. Építését 1892 májusában kezdték el. A forgalom 1893-ban indult meg rajta.
A hálózat három vonalból állt, amelyek  teljes hossza 7,7 km volt. 1894-ben már 432 624 személyt szállított.
1902-ben a városi tanács a gőzvasút felszámolása mellett döntött, mert az sok balesetet okozott.

### Az újjáépítés
1987-ben a város lakosságának gyors növekedése miatt szükséges volt egy új villamosvonal megnyitása. Az új vonal a régihez hasonló útvonalon járt. A Monostori negyedtől a Fő teret elkerülve a Baross téren (Piața Gării) keresztül egészen a Munka sugárútig közlekedett.
A rendszerváltás után az 1991. január 1-jén alapított RATUC cég vette át a villamosvonalak üzemeltetését.

## Vonalak
| Járatszám      | Végállomás 1                           | Végállomás 2                            | Menetidő | Vonal hossza (km) | Megállók száma |
| -------------- | -------------------------------------- | --------------------------------------- | -------- | ----------------- | -------------- |
| 100            | Vasútállomás, Baross tér (Piaţa Gării) | Szentgyörgyhegyi út (Bulevardul Muncii) | 39'      | 11,8              | 9              |
| 100L           | Vasútállomás, Baross tér (Piaţa Gării) | Villamos kocsiszín(Depou)               |          |                   | 12             |
| 101            | Monostori negyed (Bucium)              | Vasútállomás, Baross tér (Piaţa Gării)  | 49'      | 12,4              | 11             |
| 102            | Monostori negyed (Bucium)              | Szentgyörgyhegyi út (Bulevardul Muncii) | 81'      | 23,7              | 19             |
| 102L           | Monostori negyed (Bucium)              | Villamos kocsiszín (Depou)              |          |                   | 22             |
| Teljes hálózat | –                                      | –                                       | –        | 13,2              | 19             |

## Fejlesztések
Az Európai Unió finanszírozásával felújították Kolozsvár villamosvonalait. Az első szakasz már elkészült, a másodiknak a tervek szerint 2013 nyarára készült el. A teljes pályarekonstrukció 2015-ben készült el.Ezzel párhuzamosan a polgármesteri hivatal 2012 márciusában aláírta a szerződést a lengyel PESA céggel 12 villamos megrendelésére. Az első szerelvény 2012 júniusában állt forgalomba. A 33 méter hosszú,  egyterű, helyenként magenta színű, alacsony padlós és légkondicionált PESA 120Nc típusú villamoson egyszerre  302 utas fér el. Végül azonban csak négy szerelvény érkezett meg, mert a város felbontotta a szerződést. 2021 októberében 24, Siemens-licensz alapján készülő Astra Imperio érkezett, európai uniós forrásokból.

## Képek

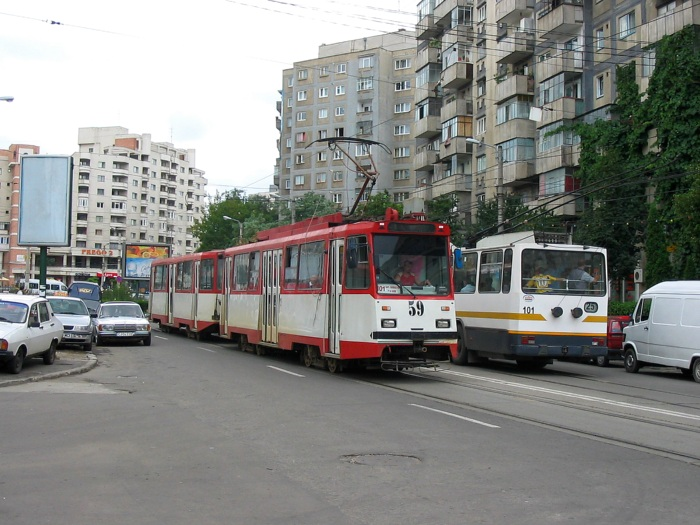
Timiș 2 típusú villamos
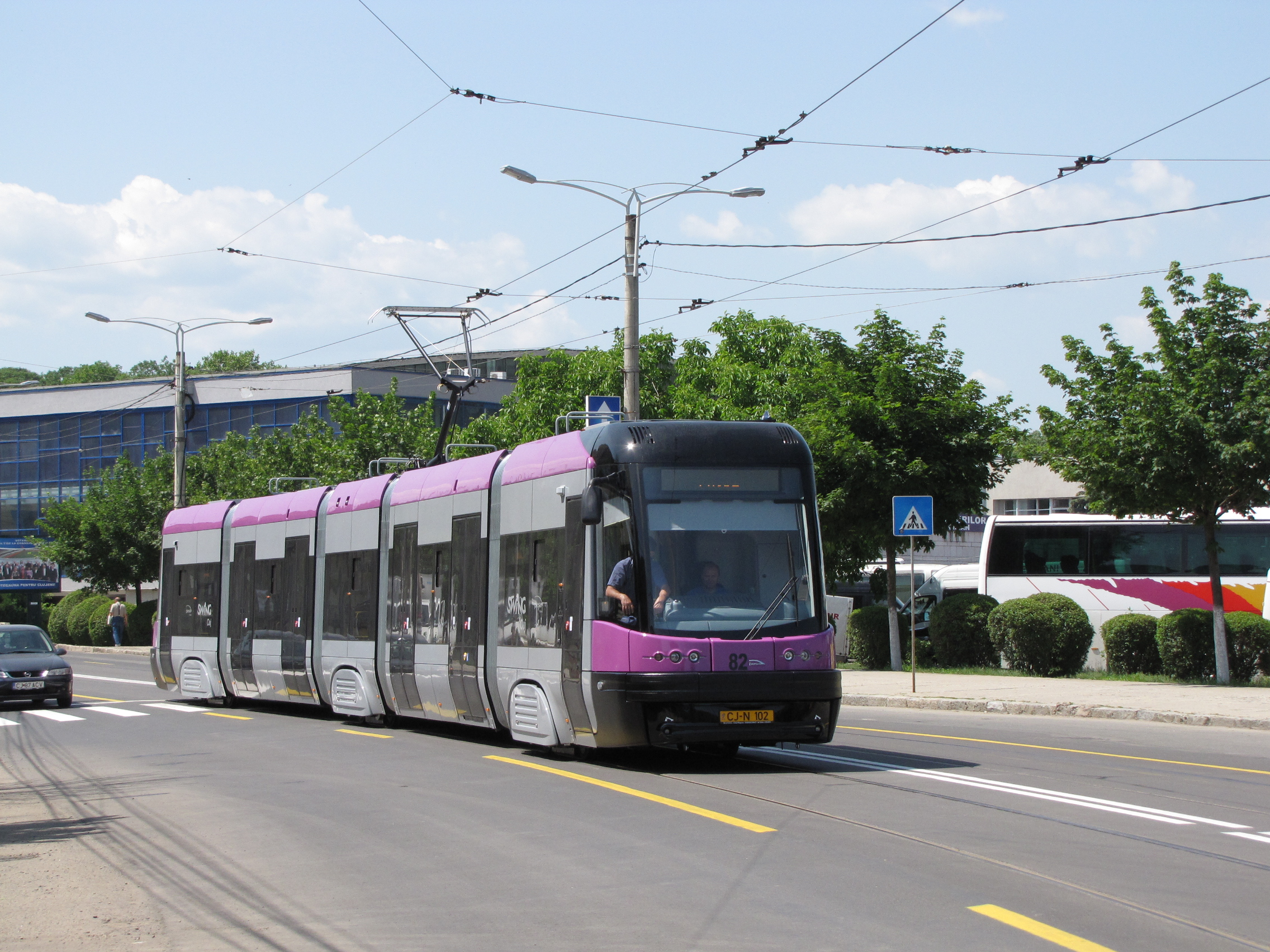
Az egyik új PESA 120Nc típusú villamos első próbaútján 2012-ben
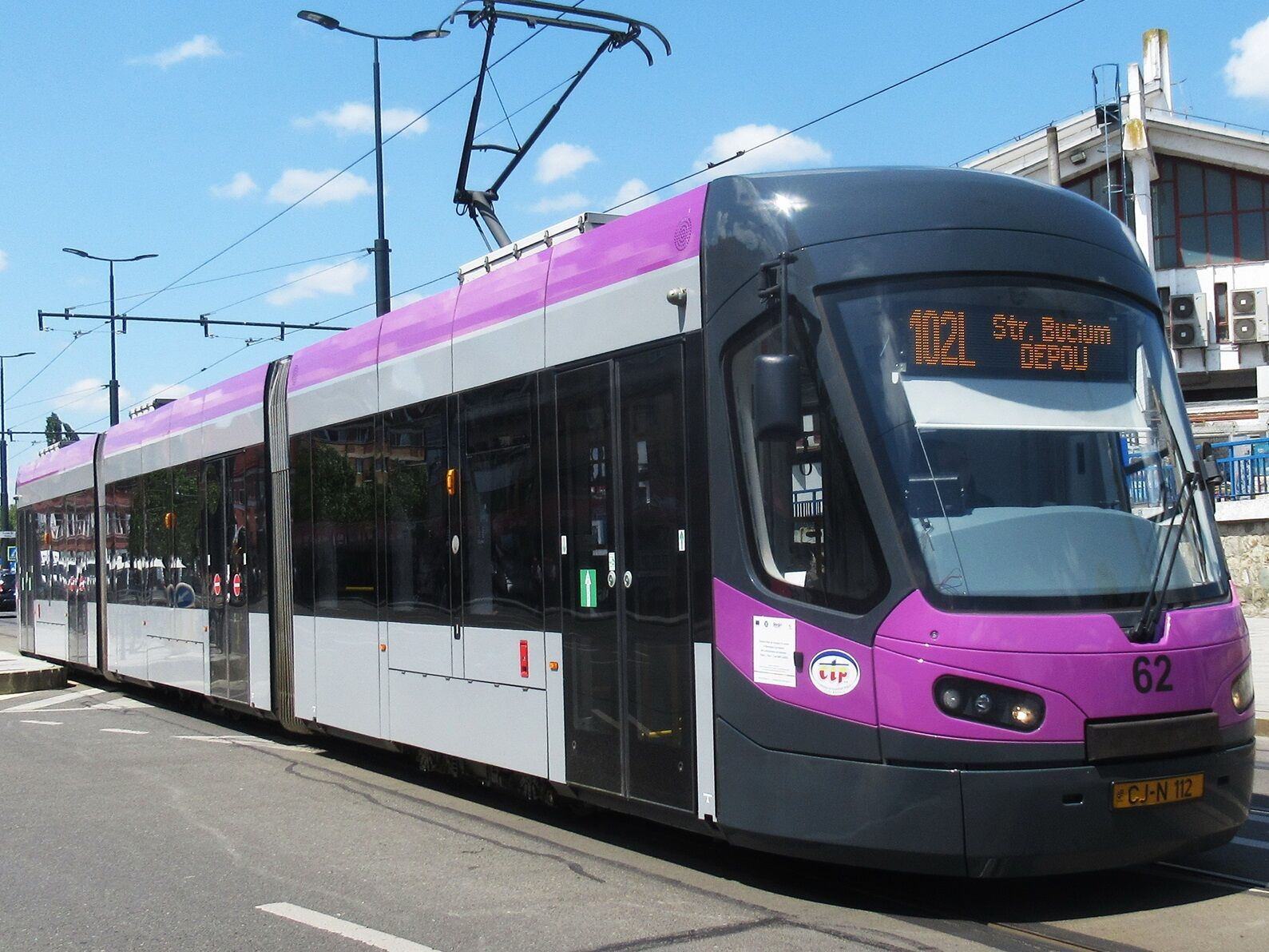
Astra Imperio 2021-ben

## Lásd még
- Kolozsvár tömegközlekedése

## Fordítás
- Ez a szócikk részben vagy egészben  a   Straßenbahn Cluj-Napoca című német Wikipédia-szócikk ezen változatának fordításán alapul.  Az eredeti cikk szerkesztőit annak laptörténete sorolja fel. Ez a jelzés csupán a megfogalmazás eredetét és a szerzői jogokat jelzi, nem szolgál a cikkben szereplő információk forrásmegjelöléseként.